# Podrażnienie oczu
Podrażnienie oczu – wynik szkodliwego działania czynników na narząd wzroku. Wśród nich można wyróżnić drażniące czynniki naturalne (np. alergeny: roztocze kurzu, sierść zwierząt, pyłki roślin) i cywilizacyjne (np. monitory komputerowe, klimatyzacja, zanieczyszczenia środowiska). Najczęściej występujące podrażnienia to: zmęczenie narządu wzroku, zaczerwienienie, pieczenie, uczucie ciała obcego lub piasku pod powieką, spadek ostrości widzenia, uczucie suchości, światłowstręt, ból oczu. Wiele z tych objawów towarzyszy schorzeniu zwanemu zespołem suchego oka (ang. dry eye syndrome). Podrażnienie oczu często występuje wraz z symptomami ogólnymi, jak bóle i zawroty głowy, zaburzenia koncentracji, nudności, nerwica. Podczas ich trwania może dojść do zmiany struktury filmu łzowego.

## Rodzaje podrażnień

### Zaczerwienienie oczu
Zaczerwienie oczu występuje na skutek przekrwienia spojówek. Okuliści wymieniają trzy jego przyczyny. Pierwszą z nich jest bakteryjne zakażenie oczu. Jego charakterystycznym objawem jest pojawienie się ropnej wydzieliny, która może utrudniać „rozklejenie” oczu po przebudzeniu. Zwykle towarzyszy ono infekcjom gardła i oskrzeli. Drugą z przyczyn jest alergiczne schorzenie oczu. Alergolodzy wyróżniają siedem rodzajów alergii objawiającej się m.in. zaczerwieniem oczu. Zaczerwienie oczu występuje również przy zespole suchego oka.

### Swędzenie oczu
Świąd oczu najczęściej występuje podczas alergii oczu. Jest on najbardziej charakterystycznym jej objawem. Choroby alergiczne oczu mogą sporadycznie prowadzić do uszkodzeń oka, a nawet ślepoty. Stwierdzono ich siedem rodzajów.

### Światłowstręt
Inna nazwa: Fotofobia
Bezwarunkowe mrużenie oczu, unikanie promieni słonecznych i nadwrażliwość oczu na światło to objawy, które mogą towarzyszyć poważnym chorobom oczu. Wśród nich wymienia się zapalenie spojówek, schorzenia tęczówki, uszkodzenia rogówki i achromatopsję (całkowitą ślepotę barwną). Światłowstręt jest typową dolegliwością charakterystyczną dla odry. Dotyka też osób o osłabionym organizmie, cierpiących na migrenę i zażywających atropinę. Niegroźna nadwrażliwość na światło może towarzyszyć przeziębieniu i grypie.

### Zespół suchego oka

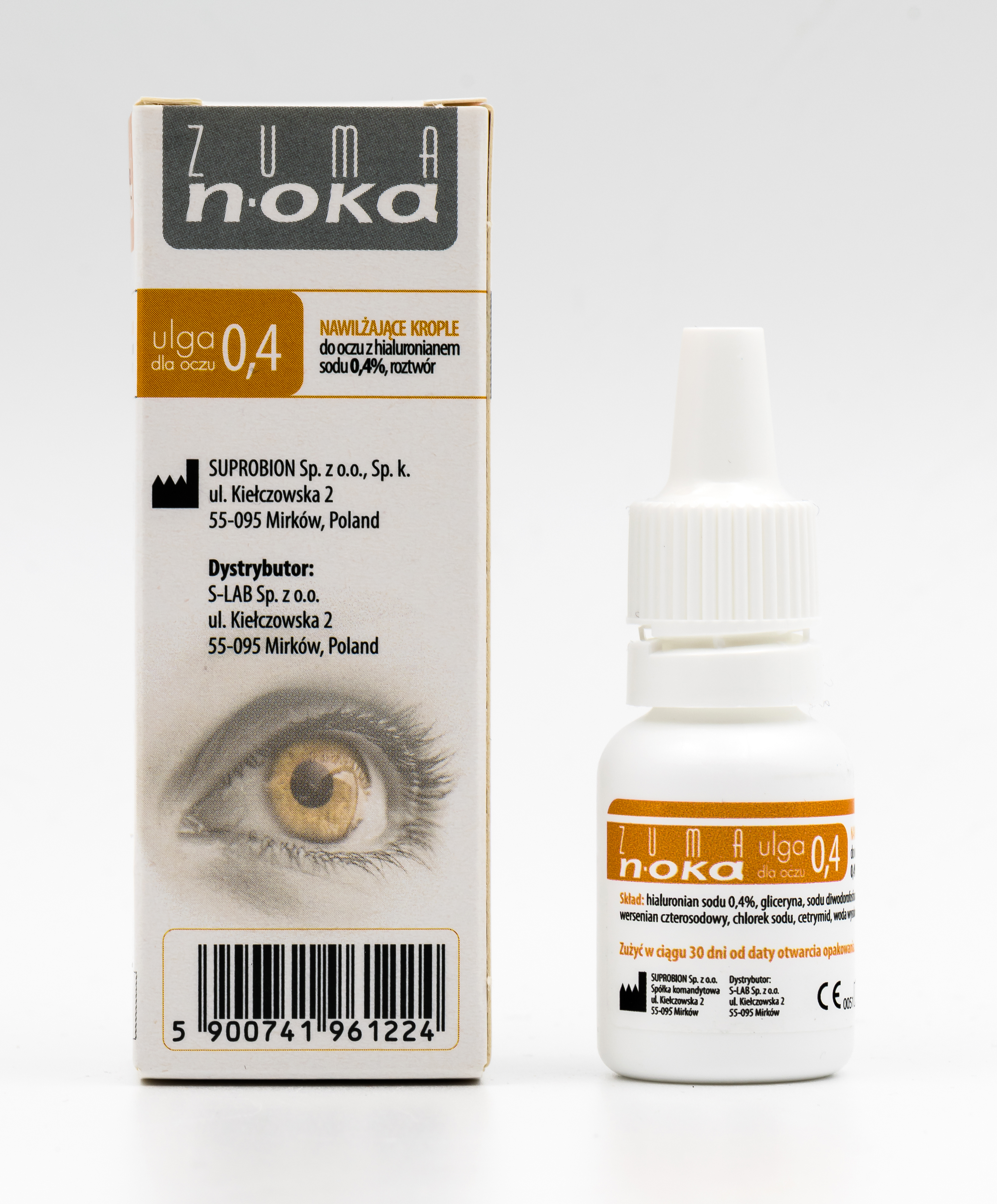
Sztuczne łzy Zuma Noka 0,4%

Inne nazwy: zespół zmęczonych oczu, syndrom widzenia komputerowego.
Zespół suchego oka (Ang. Dry Eye Syndrome) jest dolegliwością wynikającą z niewłaściwego poziomu nawilżenia gałki ocznej. Pozbawiona „filmu łzowego” rogówka i spojówka jest narażona na wnikanie mikroorganizmów i rozwoju zakażeń. Zespół suchego oka stanowi poważny problem cywilizacyjny i dosięga ok. 10–15% populacji. Jego przyczyny mogą być różne, jednak do najczęstszych zalicza się nadmierną eksploatację wzroku (praca przy komputerze, oglądanie telewizji, jazda samochodem) i niekorzystny wpływ otoczenia (pomieszczenia o słabym poziomie nawilżenia powietrza, dym papierosowy). Dolegliwości towarzyszy zwykle spadek produkcji łez, drapanie, uczucie „piasku pod powiekami”. Leczenie polega na likwidowaniu i łagodzeniu objawów. Służą temu preparaty typu „sztuczne łzy”. Nie powinny one posiadać w składzie substancji obkurczających naczynia krwionośne i uczulających konserwantów. Mogą być wówczas bezpiecznie stosowane przez alergików i osoby noszące szkła kontaktowe.